# Dreifaltigkeitskirche (Dortmund)

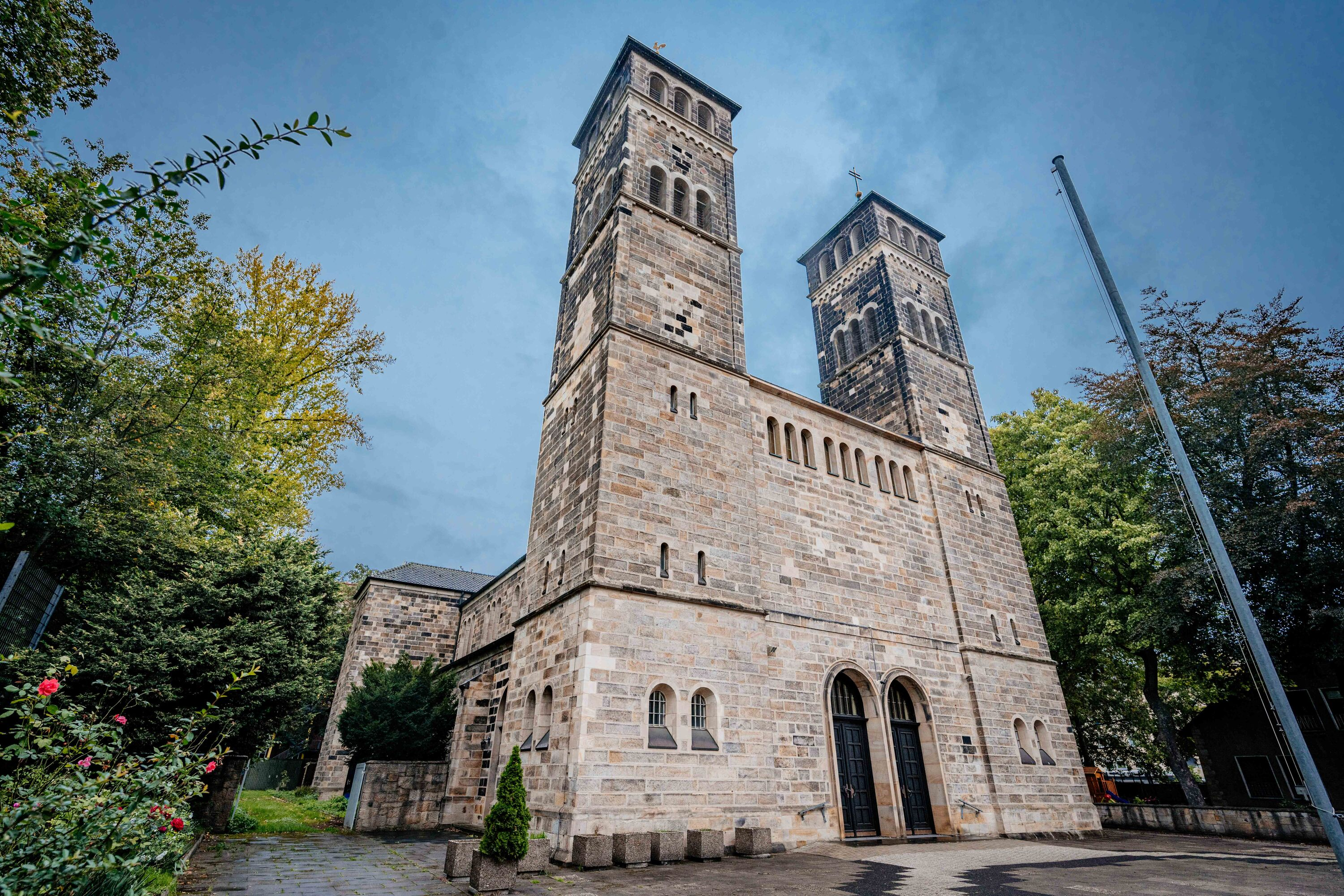
Ostfassade an der Flurstraße mit Doppelturm

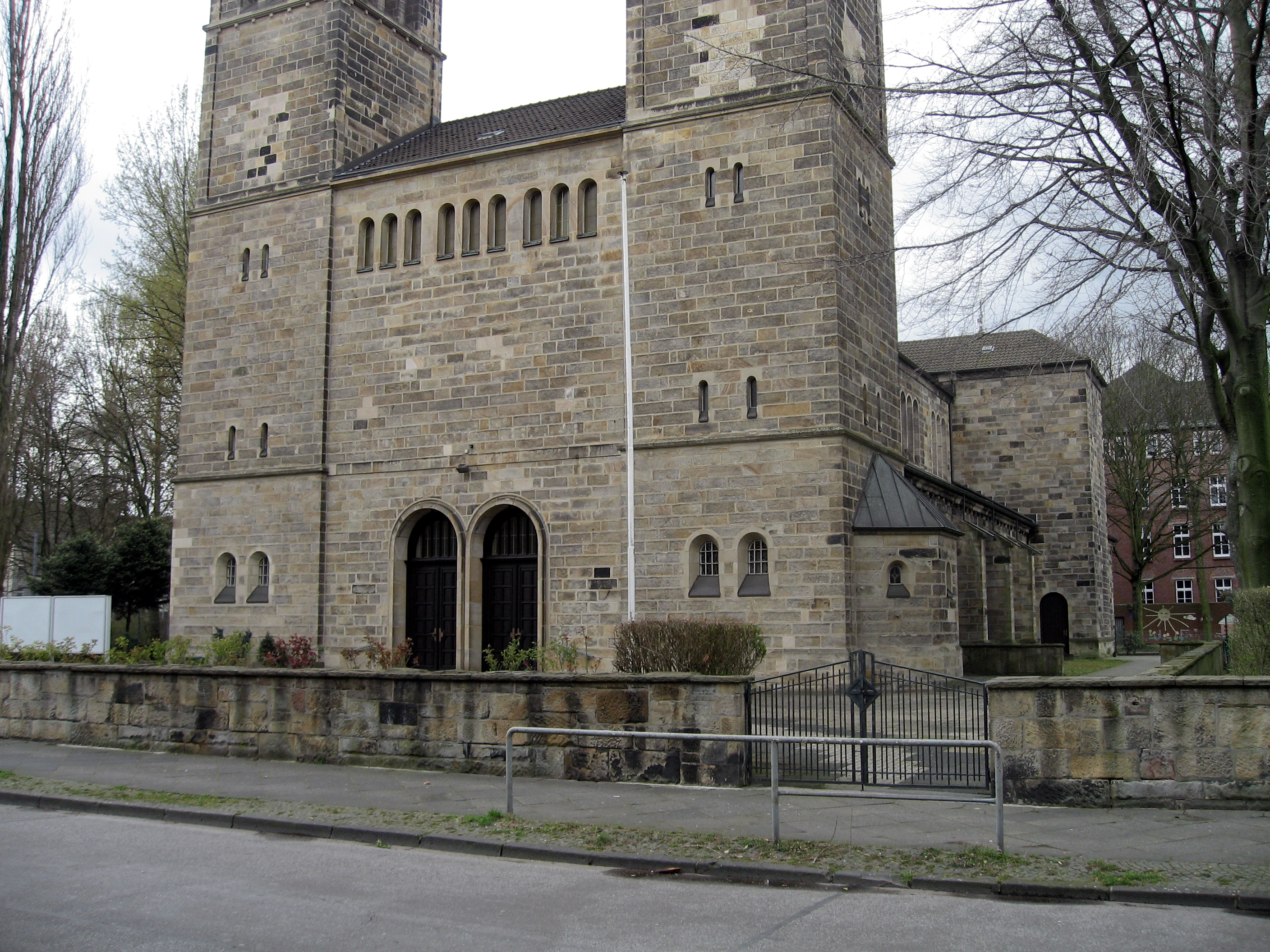
Ostfassade der gewesteten Kirche

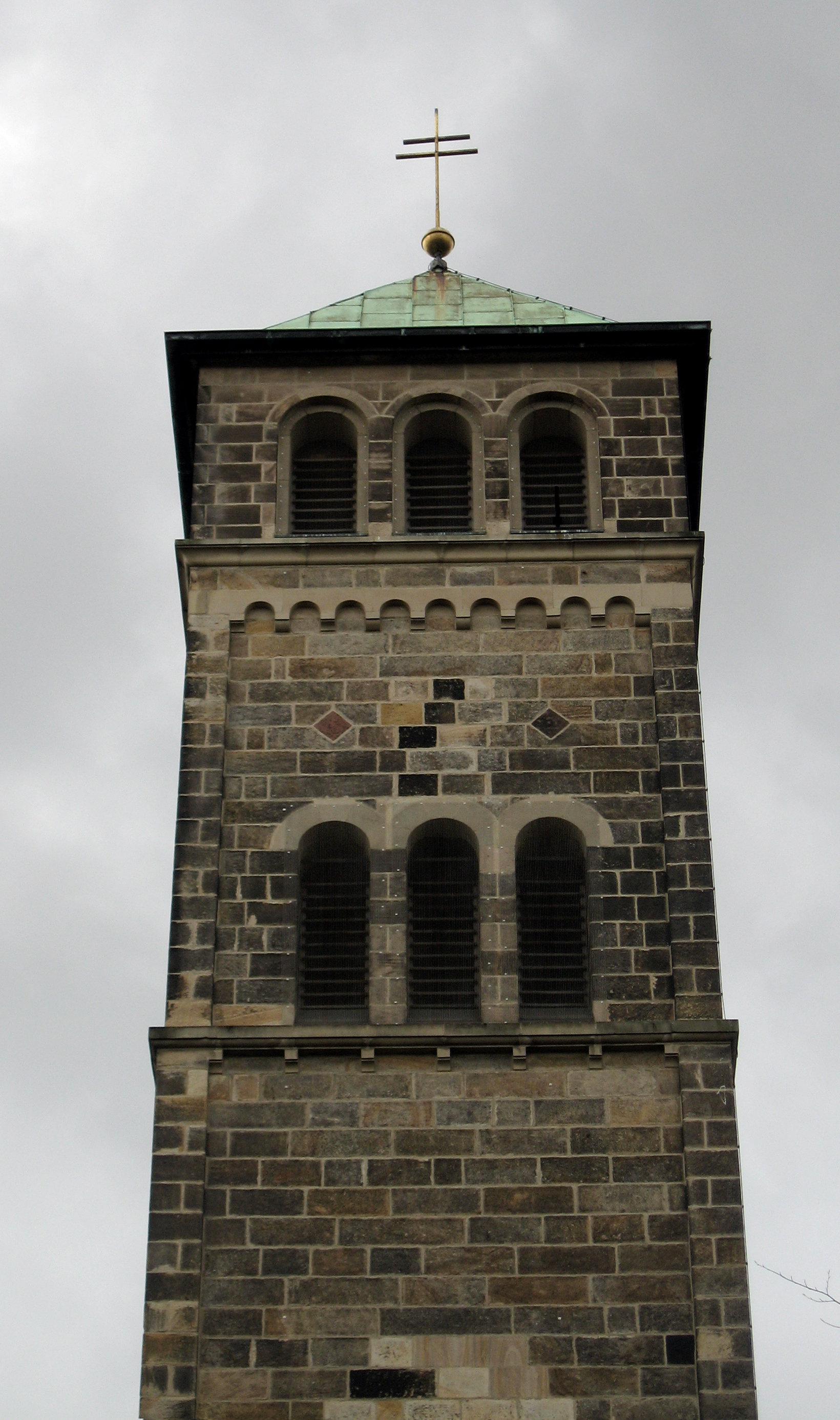
Turm

Die römisch-katholische Dreifaltigkeitskirche, auch bekannt als BVB-Gründerkirche, in der Dortmunder Nordstadt liegt in der Nähe des Borsigplatzes an der Flurstraße 10. Die Gemeinde gehört zu den im Rahmen der Industrialisierung gegründeten römisch-katholischen Kirchengemeinden in der Peripherie des Dortmunder Stadtzentrums. Die Kirche wurde 1900 geweiht und eröffnet. Sie sollte den für Arbeitsplätze in der Montanindustrie eingewanderten römisch-katholischen Arbeitskräfte eine religiös geprägte Heimat im protestantischen Dortmund bieten.

## Geschichte
Laut Informationen des Pastoralverbundes Dortmund-Nordstadt-Ost war die Bevölkerung im Hoeschviertel im Umfeld der Westfalenhütte um 1900 auf 13.207 Menschen angewachsen, darunter viele katholische Zuwanderer aus Hessen, Schlesien, Posen, West- und Ostpreußen, dem Rheinland und anderen Teilen Westfalens. Die Kirche ist als Filialgemeinde von St. Joseph entstanden und wurde erst nach Vollendung des Kirchenbaus zur eigenen Pfarrei. 1900 wurde der Bau im Stil einer romanischen Basilika mit kreuzförmigem Grundriss und Doppelturm an der Straße vollendet. Architekt war Johannes Franziskus Klomp. 1903 errichtete die Gemeinde das Vincenz-Waisenhaus, 1908 ein Vereinshaus. 
Am 19. Dezember 1909 gründete die Gruppe Jünglingssodalen der Dreifaltigkeitsgemeinde in der Gaststätte „Zum Wildschütz“ den „Ballspielverein Borussia 1909“. Dies geschah im Konflikt mit Kaplan Hubert Dewald, der ein Gegner des Fußballs war und die Tore auf der „Weißen Wiese“ entfernen ließ, wo die jungen Männer sonntags Fußball spielten.
Während der nationalsozialistischen Diktatur wurde der damalige Pfarrer Theodor Leppert 1935 verhaftet und in der Dortmunder Steinwache und später in Berlin-Moabit inhaftiert.
Im Zweiten Weltkrieg wurde die Kirche bei Bombenangriffen in den Jahren 1943 bis 1945 zerstört und erst 1954 wiederaufgebaut. Die Pläne hierfür entwarf der Architekt Hermann Kessemeier, der ebenfalls für den Wiederaufbau weiterer Kirchen in Dortmund (Marien- und Petrikirche) verantwortlich war. Neben zahlreichen äußerlichen Veränderungen wie der Verzicht auf das Querschiff, Errichtung flacher Zeltdächer statt spitzer Turmhelme, Umgestaltung der Fassade und der Eingangstür wurde auch das Innere der Kirche stark verändert.
Der Innenraum der Kirche wirkt heute mit der flachen Holzbalkendecke und den beiden Säulenreihen links und rechts des Hauptschiffs schlicht und sachlich. Im Bereich der Apsis wird die Balkendecke durch eine hölzerne Strahlenrosette mit einer Taube (als Symbol für den Heiligen Geist) in ihrer Mitte ersetzt.
Die Gemeinde gehört mit St. Antonius, St. Joseph und der Portugiesischen Mission zum Pastoralverbund Dortmund Nordstadt-Ost. Aufgrund des starken Rückgangs der katholischen Bevölkerung im Hoeschviertel im Umfeld der Westfalenhütte in der Dortmunder Nordstadt von 7.500 nach dem Zweiten Weltkrieg auf 3.711 Gemeindemitglieder 1975 und nach Angaben der Gemeinde heute 2.000 Gläubigen aus über 30 Nationen wurde der Zusammenschluss der Kirchengemeinden erforderlich.
Heute verbindet die Kirche das Erzbistum Paderborn und Borussia Dortmund in dem Projekt „BVB-Gründerkirche“. In der Kirche finden sozial-diakonische Projekte statt und sie soll zur Fankirche umgebaut werden. Der Umbau, der bis 2026 dauern soll, umfasst verschiedene Maßnahmen zur Modernisierung und Umgestaltung des Kirchenraums. Während des Umbaus dient ein „Welcome-Zelt“ neben dem Gotteshaus als temporäre Anlaufstelle.

## Leitende Geistliche
| Zeitraum       | Funktion                                    | Name                |
| -------------- | ------------------------------------------- | ------------------- |
| 1900–1904      | Rektor                                      | Klemens Cloidt      |
| 1904–1919      | Pfarrer                                     | Klemens Cloidt      |
| 1919–1953      | Pfarrer                                     | Theodor Lepper      |
| 1953–1979      | Pfarrer                                     | Aloys Niedermeier   |
| 1979–1988      | Pfarrer                                     | Ludger Wachtmeister |
| 1988           | Pfarrverwalter                              | Egbert Plich        |
| 1988/89        | Pfarradministrator                          | Joachim Nowak       |
| 1989–1991      | Pfarrer                                     | Joachim Nowak       |
| 1991–2004      | Pfarrer                                     | Gottfried Marx      |
| 2004–2007      | Pfarrverwalter/Leiter des Pastoralverbundes | Hermann Daniel      |
| 2007–2012      | Pfarrer/Leiter des Pastoralverbundes        | Jörg Haselhorst     |
| seit Juli 2012 | Pfarrer/Leiter des Pastoralverbundes        | Ansgar Schocke      |